# Thrincophora lignigerana
Espèce
Thrinchophora lignigerana est une espèce de lépidoptères (papillons) de la famille des Tortricidae.
On la trouve en Australie, y compris en Tasmanie.